# 丹尼爾·卡斯特羅
丹尼爾·卡斯特羅（Daniel Castro，1997年4月19日—）是一名西班牙男子射箭運動員。他曾參加2020年夏季奧林匹克運動會射箭比賽男子個人項目，最終在第一輪遭淘汰。。